# Komitet Planowania Obronnego
Komitet Planowania Obronnego (ang. The Defence Planning Committee – DPC) stanowił kluczowy organ decyzyjny i doradczy w kwestiach związanych z integracją sił militarnych państw członkowskich NATO. Wspierał on w tym zakresie dowództwa wojskowe poszczególnych państw członkowskich poprzez określanie dla nich konkretnych celów i ocenę stopnia ich wywiązania się ze swoich zobowiązań wojskowych wobec Sojuszu Północnoatlantyckiego. Komitet zajmował się również planowaniem zintegrowanej obrony Sojuszu Północnoatlantyckiego. Komitet Planowania Obronnego działał równolegle z Radą Północnoatlantycką (NAC) oraz Grupą Planowania Nuklearnego (NPG). W Komitecie Planowania Obronnego zasiadali reprezentanci wszystkich państw członkowskich NATO poza Francją. Jego posiedzenia odbywały się na dwóch szczeblach:
- ministerialnym (dwa razy w roku obradowali ministrowie obrony państw członkowskich),
- stałych przedstawicieli.

Działalnością Komitetu kierował Sekretarz Generalny NATO. Wszystkie decyzje były podejmowane jednomyślnie, przez consensus.
Komitet Planowania Obronnego został rozwiązany w czerwcu 2010, a jego kompetencje przejęła Rada Północnoatlantycka.